# Pterostylis auriculata
Pterostylis auriculata är en orkidéart som beskrevs av John William Colenso. Pterostylis auriculata ingår i släktet Pterostylis och familjen orkidéer. Inga underarter finns listade i Catalogue of Life.